# باي خاتون القادرية
باي خاتون بنت إبراهيم بن أحمد القادرية الشافعية ( - 942 هـ) كاتبة محسنة، من بيت علم وفضل. سمعت من والدها منهاج النووي، وشيئا من إحياء علوم الدين للغزالي. وتوفيت في حلب.